# Doto onusta
Doto onusta är en snäckart som beskrevs av Hesse 1872. Doto onusta ingår i släktet Doto och familjen Dotoidae. Inga underarter finns listade i Catalogue of Life.